# L'invincibile cavaliere mascherato
L'invincibile cavaliere mascherato è un film del 1963, diretto da Umberto Lenzi.

## Trama
Intorno al 1670, scoppia una epidemia di peste
ad Higuera. Don Luis uccide il governante e si
rifugia nel suo castello per sfuggire al contagio.
Nello stesso momento, un uomo mascherato si fa 
carico per difendere i poveri contro l'usurpatore.
Arriva anche il figliastro di Don Luis dopo una lunga
assenza.